# Tubificoides fraseri
Tubificoides fraseri är en ringmaskart som beskrevs av Brinkhurst 1986. Tubificoides fraseri ingår i släktet Tubificoides och familjen glattmaskar.
Artens utbredningsområde är havet kring Nya Zeeland. Arten är reproducerande i Sverige. Inga underarter finns listade i Catalogue of Life.